# استان دیاربکر
استان دیاربکر (به کردی: Amed) یکی از استان‌های جمهوری ترکیه است که مرکز آن هم شهر دیاربکر می‌باشد. دیاربکر استانی کردنشین است و بیشتر ساکنین آن را مردم کرد تشکیل می‌دهند. اما در شهر، زبان محاوره‌ای ترکی می‌باشد.
مساحت استان دیاربکر ۱۵٬۳۵۵ کیلومتر مربع و جمعیت آن پیرامون یک و نیم میلیون نفر است. شمار شهرستان‌های این استان ۱۴ و شمار روستاهای آن ۷۳۴ است.

## شهرستان‌های استان دیاربکر
نام ۱۴ شهرستان این استان به ترتیب چنین است:

محل قرارگیری جغرافیایی استان دیاربکر

| - دیاربکر یا آمد - چَرمیک - چنار - چونگوش - دجله یا پیران - اجل - اَرگانی | - هانی یا خانی - هازرو - کوجاکوی - کولپ - لیجه - بیسمیل - سیلوان یا میافارقین |